# Faustus Cornelius Sulla Felix

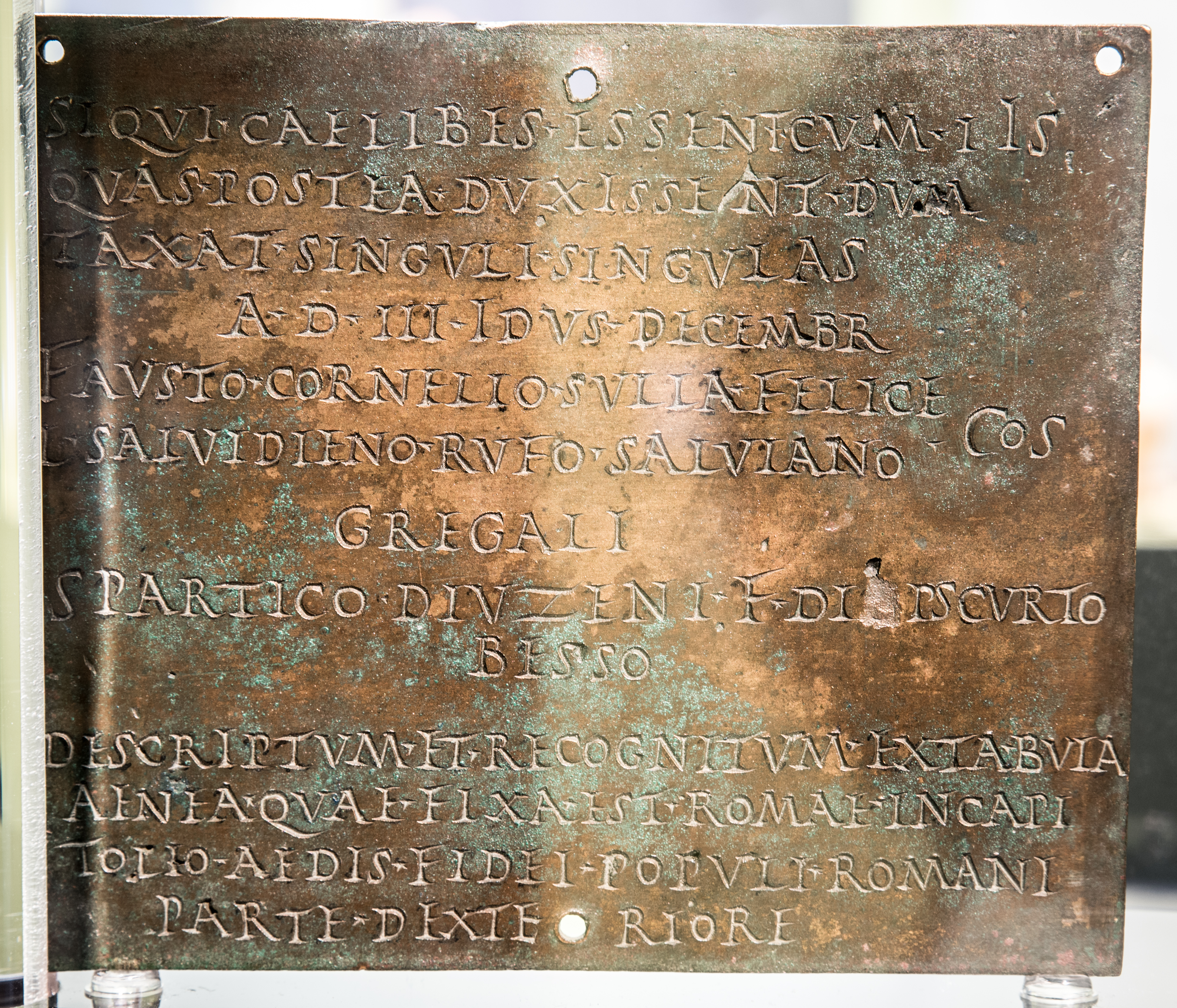
Das Militärdiplom von 52 n. Chr.

Faustus Cornelius Sulla Felix (* um 22 ?; † 62 in Massilia) war ein römischer Politiker und Senator des ersten Jahrhunderts n. Chr.
Väterlicherseits stammte er als Sohn von Cornelius Sulla Felix von dem Diktator Sulla ab. Seine Mutter war Domitia Lepida, eine Enkelin von Octavia und Marcus Antonius. Somit war er Mitglied der julisch-claudischen Kaiserfamilie. Er hatte einen Bruder Lucius Cornelius Sulla Felix, der 33 Konsul war. Aus erster Ehe mit Marcus Valerius Messala Barbatus hatte seine Mutter die Tochter Valeria Messalina, die ab 38/39 Ehefrau von Claudius war, der 41 römischer Kaiser wurde.
Im Jahr 47 arrangierte seine Halbschwester seine Heirat mit ihrer Stieftochter, Claudius’ Tochter Antonia aus der kurzen Ehe mit Aelia Paetina. Cassius Dio schreibt, dass Messalina zu diesem Zweck Antonias ersten Ehemann ermorden ließ. Ebenfalls betont er, dass es eine gute Entscheidung von Claudius gewesen wäre, die Geburt von Sullas und Antonias Sohn nicht öffentlich feiern zu lassen, da dieser bereits als Kleinkind verstarb.
Wie sein Vater war Sullarater arvalis und im Jahr 52 zusammen mit Lucius Salvius Otho Titianus Konsul; sein Konsulat ist unter anderem durch ein Militärdiplom belegt, das auf den 11. Dezember 52 datiert ist.
Als nahem Verwandten und Schwiegersohn von Claudius sah Nero in Sulla einen Konkurrent bei der Besetzung des Kaiserthrons. Schon 56 erfolgte eine Anklage gegen Burrus, er habe sich zusammen mit dem Freigelassenen Pallas gegen Nero verschworen, um an seiner Stelle Sulla zum Kaiser zu machen. Sie beruhte offensichtlich auf einer böswilligen Verleumdung und blieb daher folgenlos. Zwei Jahre später ließ Nero einen Mordanschlag vortäuschen, den er Sulla anhängte, weil er dessen „apathischen Charakter“ für listige Verstellung von dessen Ambitionen auf den Thron hielt. Sulla wurde nach Massilia verbannt. 
Obwohl der Stoiker Sulla im Exil bescheiden lebte, sah Nero ihn weiterhin als Bedrohung an und ließ ihn 62 ermorden. Erst nach seiner Ermordung, die Nero in Rom verschwieg, drängte der Kaiser darauf, dass er und der ebenfalls ermordete Rubellius Plautus aus dem Senat ausgeschlossen wurden, weil sie eine Gefahr für den Staat darstellten. Sullas Frau ließ Nero ebenfalls ermorden, weil sie sich nach Poppaeas Tod im Jahr 65 weigerte, ihn zu heiraten.